# On the Double (album)
On the Double è un album in studio del gruppo musicale tedesco Golden Earring, pubblicato nel 1969 dalla Polydor.

## Tracce
1. "Song of a Devil's Servant" – 3:45
2. "Angelina" – 3:11
3. "Pam Pam Poope Poope Loux" – 2:44
4. "Hurry, Hurry, Hurry" – 4:23
5. "My Baby Ruby" – 3:18
6. "Judy" (Gerritsen)  – 1:44
7. "Goodbye Mama" – 3:09
8. "Murdock 9-6182" – 3:12
9. "Just a Little Bit of Peace in My Heart – 5:20
10. "The Sad Story of Sam Stone" (Gerritsen) – 2:26
11. "High in the Sky" – 3:22
12. "Remember my Friend" (Gerritsen) – 2:57
13. "Time Is a Book" – 4:06
14. "Backbiting Baby" – 5:37
15. "I'm a Runnin'" – 3:27
16. "I Sing My Song" – 4:00
17. "Mitch Mover" – 3:00
18. "God Bless the Day" – 2:40
19. "The Grand Piano" (Gerritsen) – 3:26

## Formazione

### Gruppo
- George Kooymans – voce, chitarra
- Rinus Gerritsen – tastiere, basso
- Barry Hay – flauto, chitarra, voce
- Jaap Eggermont – batteria